# M10 (Машрік)
M10 — основний маршрут зі сходу на захід у міжнародній мережі доріг Арабського Машріку, що проходить через північний Ірак і східне Середземномор’я. Дорога починається на кордоні з Іраном у Хаджі Омеран, а потім пролягає через Ербіль, Мосул, Камішлі та Алеппо до Латакії. Дорога пролягає через дві країни, а саме Ірак та Сирію.

## Номери національних доріг
Шлях М10 пролягає через такі національні дороги зі сходу на захід:
| Номер | Маршрут        |
| Ірак  | Ірак           |
| ----- | -------------- |
| 3     | Іран - Ербіль  |
| 2     | Ербіль - Мосул |
| 1     | Мосул - Сирія  |
| Сирія |                |
| M4    | Ірак - Латакія |